# Groupe Marsans
Le groupe Marsans était le plus important groupe de tourisme et de transport espagnol.
Pour équiper ses filiales, il avait signé avec Airbus en 2007 un protocole d'accord (MoU) afin d'acquérir soixante et un appareils dont 10 A350XWB et 4 A380, destinés à sa filiale Air Comet qui seront livrés à partir de 2011. Il avait déjà commandé douze A330 en 2006. La filiale française est liquidée en avril 2010.